# Umovie
UMOVIE，全名Umovie Production Co. Ltd.，中文名稱為宇宙製作有限公司，是一間多媒體製作公司。目前UMOVIE業務範疇包括電視廣告、拍攝短片、惡搞短片等。其部分短片透過YouTube平台分享。UMOVIE公司其著名作品，如司徒夾帶、《頭文字T》、《搵鬼訊》、 《大災難》等。其公司並得到了導演李力持支持，成為其董事及製作總監。UMOVIE公司理念為「以新創行，凡事可能」。

## 成员
- 陳學鳴（司徒夾帶）為創作總監及互聯網短片製作人。著名作品為《頭文字T》、《搵鬼訊》系列、《偷食總司令》系列、《讀新聞》系列等，其部分短片透過Umovie的YouTube平台分享[1]。

## 外部連結
- UMOVIE YouTube頻道 （页面存档备份，存于）
- UMOVIE 公司網站 （页面存档备份，存于）